# Тоні Домгені
Тоні Домгені (нім. Toni Domgjoni, нар. 4 вересня 1998, Копривниця) — швейцарський футболіст косоварського походження, півзахисник клубу «Цюрих» і молодіжної збірної Швейцарії.
Володар Кубка Швейцарії. 

## Клубна кар'єра
Народився 4 вересня 1998 року в хорватському місті Копривниця. Вихованець юнацьких команд місцевих футбольних клубів «Славен Белупо» і «Копривниця», а з 2009 року — швейцарського «Цюриха».
У дорослому футболі дебютував 2016 року виступами за другу команду «Цюриха», а 2017 року дебютував за його основну команду. Допоміг їй здобути Кубок країни в сезоні 2017/18, зокрема взявши участь у фіналі турніру.

## Виступи за збірні
2016 року дебютував у складі юнацької збірної Швейцарії, взяв участь у 5 іграх на юнацькому рівні, відзначившись одним забитим голом.
З 2018 року залучається до складу молодіжної збірної Швейцарії.

## Статистика виступів

### Статистика клубних виступів
Станом на 8 вересня 2018 року
| Сезон             | Команда           | Чемпіонат         | Чемпіонат | Чемпіонат | Національний кубок | Національний кубок | Національний кубок | Континентальні кубки | Континентальні кубки | Континентальні кубки | Інші змагання | Інші змагання | Інші змагання | Усього | Усього | Усього |
| Сезон             | Команда           | Ліга              | Ігор      | Голів     | Ліга               | Ігор               | Голів              | Ліга                 | Ігор                 | Голів                | Ліга          | Ігор          | Голів         | Ігор   | Голів  |        |
| ----------------- | ----------------- | ----------------- | --------- | --------- | ------------------ | ------------------ | ------------------ | -------------------- | -------------------- | -------------------- | ------------- | ------------- | ------------- | ------ | ------ | ------ |
| січ.-черв. 2018   | «Цюрих»           | СЛ                | 12        | 1         | КШ                 | 1                  | 0                  | -                    | -                    | -                    | -             | -             | -             | 13     | 1      |        |
| 2018–19           | «Цюрих»           | СЛ                | 6         | 0         | КШ                 | 1                  | 0                  | ЛЄ                   | 0                    | 0                    | -             | -             | -             | 7      | 0      |        |
| Усього за «Цюрих» | Усього за «Цюрих» | Усього за «Цюрих» | 18        | 1         |                    | 2                  | 0                  |                      | 0                    | 0                    |               | -             | -             | 20     | 1      |        |
| Усього за кар'єру | Усього за кар'єру | Усього за кар'єру | 18        | 1         |                    | 2                  | 0                  |                      | 0                    | 0                    |               | -             | -             | 20     | 1      |        |

## Титули і досягнення
- Володар Кубка Швейцарії (1):

«Цюрих»: 2017-2018